# Aphomomyrmex afer
Aphomomyrmex afer – gatunek mrówki z podrodziny Formicinae; jedyny przedstawiciel rodzaju Aphomomyrmex. Występuje w Afryce Subsaharyjskiej. Gatunek i rodzaj zostały opisane przez Emery’ego w 1899 roku.